# Біль-Бенкен
Біль-Бенкен (нім. Biel-Benken) — громада  в Швейцарії в кантоні Базель-Ланд, округ Арлесгайм.

## Географія
Громада розташована на відстані близько 65 км на північ від Берна, 16 км на захід від Лісталя.
Біль-Бенкен має площу 4,1 км², з яких на 25,2% дозволяється будівництво (житлове та будівництво доріг), 54,4% використовуються в сільськогосподарських цілях, 20,1% зайнято лісами, 0,2% не є продуктивними (річки, льодовики або гори).

## Демографія
2019 року в громаді мешкало 3476 осіб (+12,3% порівняно з 2010 роком), іноземців було 14,6%. Густота населення становила 844 осіб/км².
За віковим діапазоном населення розподілялося таким чином: 22,4% — особи молодші 20 років, 54,3% — особи у віці 20—64 років, 23,3% — особи у віці 65 років та старші. Було 1432 помешкань (у середньому 2,4 особи в помешканні).
Із загальної кількості 1063 працюючих 66 було зайнятих в первинному секторі, 365 — в обробній промисловості, 632 — в галузі послуг.